# Edie Sedgwick
Edith Minturn Sedgwick (Santa Bárbara, California; 20 de abril de 1943-íb.; 16 de noviembre de 1971), más conocida como Edie Sedgwick, fue una actriz y modelo que destacó por ser miembro de una prestigiosa familia de la alta sociedad estadounidense y por ser la musa de Andy Warhol.

## Primeros años
Edie Sedgwick fue la séptima de los ocho hijos de Francis Minturn Sedgwick y Alice Delano de Forest. Sus primeros años transcurrieron en el rancho de 3000 acres que poseía su familia en Santa Bárbara, hasta que a comienzos de los años 50 se descubrió petróleo en la hacienda. Con las ganancias que obtuvieron de ello, los miembros de la familia se trasladaron a otro rancho con el doble de extensión en el que construyeron un colegio propio para los niños, a los que no se les permitió asistir a la escuela pública.
En el otoño de 1962, Edie fue hospitalizada por primera vez en un centro psiquiátrico a causa de su anorexia, periodo en el que también tuvo un embarazo y un aborto espontáneo. Varios miembros de la familia Sedgwick también tuvieron problemas psiquiátricos: el padre de Edie fue diagnosticado como maníaco-depresivo; su hermano Minty era alcohólico con 15 años y fue ingresado varias veces en centros psiquiátricos. Finalmente se suicidó en 1964, ahorcándose. Otro de sus hermanos, Bobby, también fue hospitalizado por problemas mentales y murió en 1965 al estrellar su motocicleta contra un autobús.
En 1963 se instaló en Cambridge para continuar sus estudios, donde iniciaría su amistad con su futuro representante Chuck Wein. En 1964 se trasladó a Nueva York al apartamento de 14 habitaciones que su abuela poseía en Park Avenue y pronto comenzaría a trabajar como modelo y a acudir a las fiestas de los clubs de moda de la ciudad.

## Carrera como modelo
Aunque Edie Sedgwick apareciera frecuentemente en revistas como Vogue o Life, no fue aceptada por la industria de la moda. Según la antigua editora de Vogue, Gloria Schiff, «en las columnas de sociedad identificaban a Edie Sedgwick con la escena de artistas que consumían drogas y en aquella época había cierta aprehensión en estar envuelto en ese mundo... a la gente le aterrorizaba de verdad. Así que a menos que fueran artistas o músicos muy importantes nosotros nos alejábamos de ello tanto como podíamos. Las drogas habían hecho tanto daño a gente joven, creativa y brillante que teníamos como política oponernos a ese mundo». De cualquier forma, la redactora jefe de Vogue, Diana Vreeland, la definió como "un ejemplo de la era de la cultura juvenil".

## Época con Warhol
En marzo de 1965 Sedgwick conoció a Andy Warhol en el apartamento del productor cinematográfico Lester Persky y comenzó a frecuentar la Factory junto a Chuck Wein. Durante una de esas visitas, Warhol incluyó a Sedgwick en la adaptación de la novela La naranja mecánica que estaba rodando con el nombre de Vynil, pese a que el reparto estaba compuesto solo por hombres. También hizo un cameo en la película Horse protagonizada por Ondine, otro de los habituales de la Factory. Aunque su presencia en ambas películas fue breve, Warhol se interesó por ella y decidió lanzarle a la fama. 
La primera de las películas protagonizadas por Sedgwick, Poor Little Rich Girl, fue concebida como la primera de una serie de películas que se llamó The Poor Little Rich Girl Saga y que incluiría también las otras como Restaurante, Face y Afternoon. El comienzo del rodaje del filme tuvo lugar en marzo de 1965 en el apartamento de la propia Sedgwick y la primera escena la muestra despertándose, pidiendo café y zumo de naranja y maquillándose en silencio con el acompañamiento de un disco de The Everly Brothers.  La siguiente escena muestra a Sedgwick fumando, hablando por teléfono, probándose ropa y explicando como se ha gastado toda su herencia en seis meses.
El 30 de abril del mismo año Warhol viajó junto a Sedgwick, Chuck Wein y Gerard Malanga al estreno de la película en la Galería Sonnabend de París. Al volver a Nueva York, Warhol habló con su guionista Ron Tavel para que escribiera una película para Sedgwick, filme que finalmente llevó el título de Kitchen y en el que además de Sedgwick actuaron René Ricard, Roger Trudeau, Donald Lyons y Elecktrah. Tras esta película, Chuck Wein sustituyó a Ron Travel como guionista y director en el rodaje de Beauty No.2, en la que Sedgwick aparecía con Gino Piserchio. Esta película resultó premiada en la Film-Makers Cinematheque en el Astor Place Playhouse el 17 de julio.
Aunque las películas de Warhol no solían obtener éxito comercial y apenas se exhibían fuera de la Factory, la popularidad de Sedgwick en los medios de comunicación masivos fue creciendo. Los medios comenzaron a publicar reportajes sobre sus apariciones en las películas de Warhol y resaltaban su original forma de vestir, que consistía en leotardos negros, mini vestidos y grandes pendientes. Sedgwick también se cortó el pelo y lo tiñó con un spray de color plata, creándose una imagen parecida a la de Warhol y sus características pelucas. En esa época Warhol bautizó a Edie Sedgwick como su "superstar" y era frecuente que acudieran juntos a eventos sociales.
A lo largo de 1965 Warhol y Sedgwick continuaron trabajando juntos en las películas Outer and Inner Space, Prison, Lupe y Chelsea Girls. A finales de año las relaciones entre los dos se deterioraron y Sedgwick pidió a Warhol que no exhibiese ninguna de las películas en las que ella había participado y que eliminase la parte del metraje de Chelsea Girls en la que actuaba. Finalmente las partes rodadas por Sedgwick fueron sustituidas por otras en las que aparecía Nico con proyecciones de luces de colores en su cara y con música de The Velvet Underground de fondo. Posteriormente, las escenas que Sedgwick rodó para Chelsea Girls se convertirían en la película Afternoon.
A menudo se cree que Lupe fue la última película de Sedgwick con Warhol, pero casi un año después se rodó The Andy Warhol Story, una cinta que únicamente se exhibió en una ocasión en la Factory y en la que aparecía Sedgwick con René Ricard.

## Bob Dylan y Bob Neuwirtth
Tras su ruptura con la Factory, Sedgwick se instaló en el hotel Chelsea e intensificó su amistad con Bob Dylan y su mano derecha, Bob Neuwirtth, a quienes había conocido en diciembre de 1964. No hay evidencia de que sean ciertos los rumores que afirman que hubo una relación entre Sedgwick y Dylan, sin embargo sí mantuvo una relación con Neuwrith.
También se ha afirmado que canciones de Dylan como Like a Rolling Stone y otras del álbum Blonde on Blonde como Leopard-Skin Pill-Box, Stuck Inside of Mobile with the Memphis Blues Again y Just Like a Woman estuvieron inspiradas en Sedgwick. Pese a que los biógrafos de Dylan citan a Joan Báez como inspiradora de esta última canción, la actriz fue una de las mujeres que apareció en el interior de la portada del álbum Blonde on Blonde. Las relaciones con Dylan terminaron cuando Sedgwick averiguó que este se había casado con Sara Lownds en una ceremonia secreta, algo de lo que aparentemente tuvo noticia por medio de Warhol en el restaurante Gengerman de Nueva York en febrero de 1966.
Paul Morrissey afirmó respecto a ese día que «Edie dijo: 'Ellos (el círculo de Dylan) van a hacer una película y supongo que yo participaré en ella con Bobby (Dylan)'. De repente era 'Bobby esto y Bobby aquello', y todos pensaron que estaba enamorada de él. Pensaron que él había estado engañándola, porque ese mismo día Andy había oído en el despacho de su abogado que Dylan se había casado en secreto hacía unos meses. Dylan se casó con Sara Lownds en noviembre de 1965... y Andy no pudo resistirse a preguntarle: '¿Sabías, Edie, que Bob Dylan se ha casado?' Ella estaba temblando y todos pensaron que se creyó realmente que tenía una relación con Dylan y que quizás la verdad no fuera esa».
Sin embargo durante la mayor parte de 1966, Sedgwick mantuvo una relación con Bob Newrith, durante la cual aumentó su adicción a los barbitúricos. La relación se rompió a principios de 1967 ante la imposibilidad por parte de Neuwrith de hacer frente al abuso de drogas y al carácter cambiante de Sedgwick. Aunque Edie Sedgwick también experimentó con drogas ilegales incluyendo opiáceos, no hay evidencia de su adicción a la heroína.

## Últimos años
Tras no ser seleccionada por Norman Mailer para participar en su obra teatral The Deer Park, en abril de 1967 Sedgwick comenzó a trabajar en la película underground Ciao! Manhattan (John Palmer y David Weisman), cuyo rodaje duró cinco años. El rápido deterioro de su salud le obligó a regresar a California junto a su familia y a ser ingresada en diferentes hospitales psiquiátricos. En agosto de 1969 fue hospitalizada en la sección de psiquiatría del Cottage Hospital después de ser detenida por la policía local por asuntos relacionados con las drogas. Durante su estancia en dicho hospital, Sedgwick conocería a otro paciente llamado Michael Post, con el que más tarde se casaría.
En el verano de 1970 Sedgwick estaba hospitalizada de nuevo, pero consiguió abandonar la clínica bajo la supervisión de dos enfermeras para finalizar el rodaje de Ciao! Manhattan. También contó la historia de su vida en unas cintas de audio conocidas como The Ciao! Manhattan Tapes.

## Muerte
Cuando se casó con Michael Post en julio de 1971, Sedgwick había dejado de beber y de consumir drogas, una abstinencia que duró hasta que en octubre su médico le recetó barbitúricos para sobrellevar el dolor de una enfermedad física. Sedgwick comenzó a pedir más pastillas a su médico y a fingir que las había perdido para que le proporcionase más. 
En la noche del 15 de noviembre Sedgwick acudió a un desfile de moda en el Santa Bárbara Museum y a la fiesta posterior, donde fue atacada verbalmente por un asistente bebido que le calificó de heroinómana. Sedgwick llamó por teléfono a su esposo para contarle lo ocurrido, tras lo que Post fue a la fiesta y llevó a su esposa a su apartamento. Una vez allí, Post dio su medicación a su esposa y los dos se durmieron. 
Cuando Post se despertó a la mañana siguiente a las 7:30, Edie estaba muerta. La muerte fue clasificada por el juez instructor como «indeterminada/accidente/suicidio» y se estimó la hora del fallecimiento en torno a las 9:20 de la mañana a causa de una intoxicación de barbitúricos. Edie Sedgwick fue enterrada en el cementerio de Oak Hill en la pequeña localidad californiana de Ballard.

## En la cultura popular
- Hay un bar en Toronto llamado "Ciao Edie".
- Uno de los poemas de libro de Patti Smith's de 1972 Seventh Heaven se llama "Edie Sedgwick".
- De la banda Bauhaus, David J. escribió y dirigió Silver For Gold: The Odyssey Of Edie Sedgwick. una producción basada en la vida de Edie Sedgwick's. Official 'Silver For Gold' Myspace
- Jean Stein y George Plimpton escribieron la biografía de Edie Sedgwick llamada Edie: An American Biography.
- En el disco Sonic Temple del grupo The Cult (1989) hay un tema llamado "Edie (Ciao Baby)" inspirado en Edie Sedgwick. Incluso el video muestra imágenes muy relacionadas con Edie (como el hotel Chelsea).
- En 2006 se estrenó la película Factory Girl basada en la vida de Edie Sedgwick, dirigida por George Hickenlooper y protagonizada por Sienna Miller como Edie y Guy Pearce como Andy Warhol. http://www.filmaffinity.com/es/film421984.html
- Los discos Psychédélices y Une enfant du siècle de la cantante francesa Alizée, están inspirados en la vida de la actriz.
- Bob Dylan, en su disco Blonde on Blonde, le dedicó dos canciones: «Just Like a Woman» y «Leopard-Skin Pill-Box Hat». Asimismo, su hit «Like a Rolling Stone» también estaría basado en ella.
- Eddie Brickell & The New Bohemians le dedicaron la canción "Little Miss S.", en su disco Shooting Rubberbands at the Stars.